# Vecchio
Pour les articles homonymes, voir Vecchio (homonymie).
Le Vecchio (en corse U Vechju) est une rivière française de Haute-Corse, et un affluent droit du fleuve côtier le Tavignano.

## Étymologie
En italien vecchio signifie « vieux ».

## Géographie

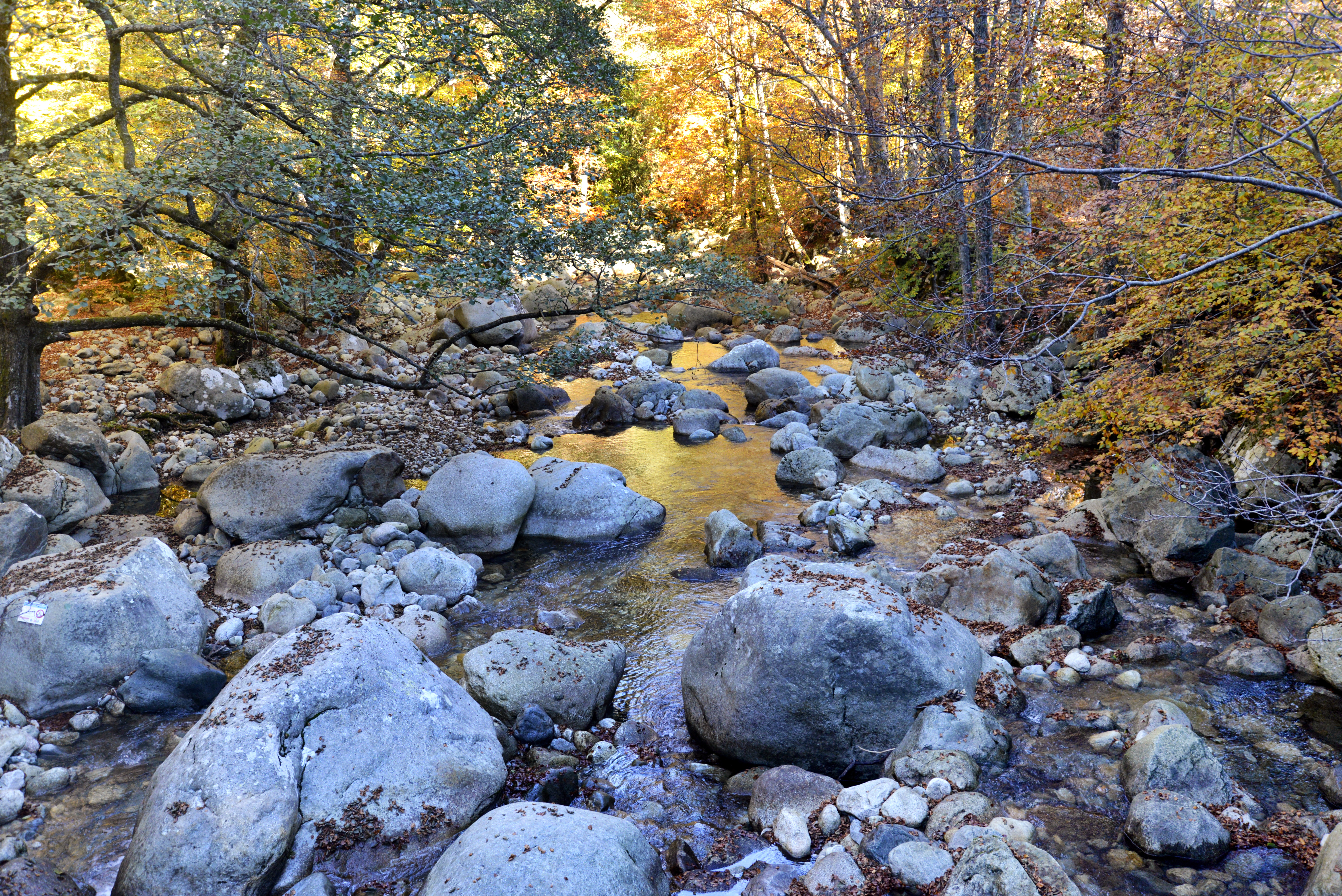
Le Vecchio dans la forêt de Vizzavona.

Le Vecchio prend sa source à environ 1 700 mètres d'altitude, sous le nom de "Ruisseau  Avalanche de Fulminato", dans la forêt de Vizzavona, entre le Monte d'Oro et la Punta di l'Oriente, au flanc oriental de la Punta Scarpiccia (1 813 mètres), sur la commune de Vivario.
Il se dirige vers le nord puis vers l'est et après un parcours de 24 kilomètres, conflue en rive droite dans le Tavignano, à 250 m en aval du pont d'Aiunta sur la RT 50 (ex-RN 200), à l'altitude de 201 mètres à la limite de la commune d'Altiani. Cet ancien pont à voie unique qui était à cheval entre les communes de Venaco et de Noceta a été désaffecté pour la circulation routière et remplacé par un nouveau pont mis en service en 2012.

### Communes et cantons traversés
Dans le seul département de la Haute-Corse le Vecchio traverse cinq communessuivantes, dans trois cantons, de l'Amont vers l'Aval, Vivario (source), Muracciole, Venaco, Noceta, Altiani (confluence).
Soit en termes de cantons, le Vecchio prend source dans l'ancien canton de Venaco aujourd'hui le canton de Corte, longe l'ancien canton de Vezzani, et conflue avec le Tavignano à l'entrée de l'ancien canton de Bustanico, aujourd'hui le canton de Fiumorbo-Castello, aujourd'hui le canton de Ghisonaccia, le tout dans l'arrondissement de Corte.

### Bassin versant
Le bassin versant du Vecchio, couvert par les forêts territoriale de Vizzavona et communales de Vivario et de Venaco, fait entièrement partie du parc naturel régional de Corse. Sa vallée est extrêmement pittoresque.

### Organisme gestionnaire
L'organisme gestionnaire est le Comité de bassin de Corse, depuis la loi Corse du 22 janvier 2002.

## Affluents

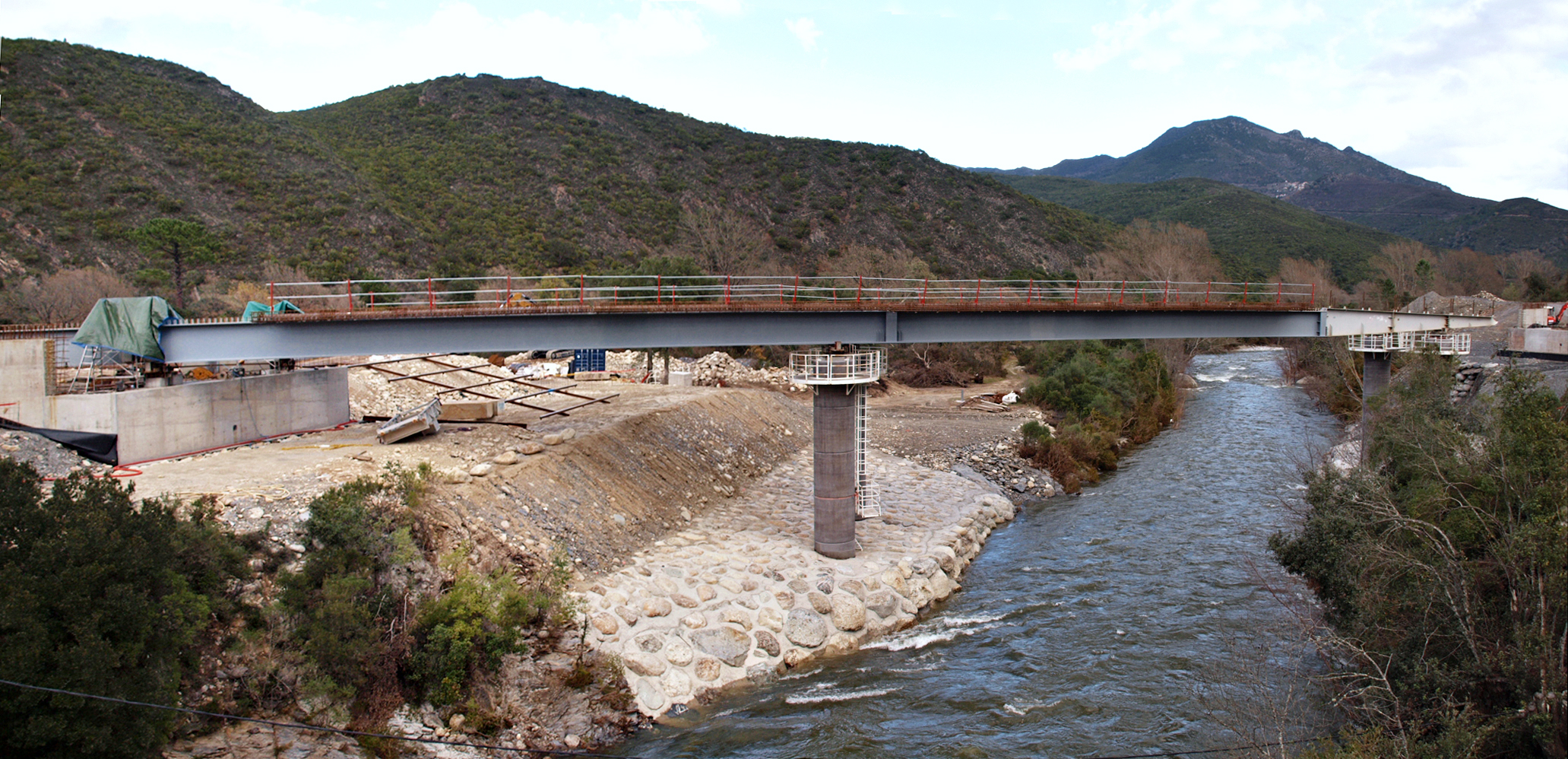
Chantier du nouveau pont d'Ajiunta de la RT 50 (ex-RN 200) sur le Vecchio, « à cheval » sur Venaco et Noceta en décembre 2011.

Le Vecchio a dix-huit ruisseaux affluents contributeurs référencés, dont :
- le ruisseau Avalanche de Fulminato (rd[note 1]) 1,4 km sur la seule commune de Vivario.
- le ruisseau l'Agnone (rg) 7 km sur la seule commune de Vivario avec un affluent :
  - le ruisseau de Tineta (rg) 2,8 km sur la seule commune de Vivario.
- le ruisseau de Speloncello (rg) 3,4 km sur la seule commune de Vivario avec un affluent :
  - le Basse di Speloncello (rd) 1,1 km sur la seule commune de Vivario.
- le ruisseau d'Omenino (rd) 3,5 km sur la seule commune de Vivario.
- le ruisseau de Rossi (rg) 2 km sur la seule commune de Vivario.
- le ruisseau de Granaja (rd) 4,3 km sur la seule commune de Vivario
- le ruisseau de Manganello (rg) 11,1 km sur les deux communes de Venaco et Vivario avec 5 affluents :
  - le ruisseau de Pantanelle (rg)
  - le ruisseau de Grottacia (rd)
  - le ruisseau de Meli (rd)
  - le ruisseau de Scalelli (rg)
  - le ruisseau de Busso (rd)
- le ruisseau de Gradule (rd) 2,4 km sur la seule commune de Vivario.
- le ruisseau de Spelonca (rg) 2,6 km sur la seule commune de Vivario mais à ne pas confondre avec les gorges de la Spelunca.
- le ruisseau de Verjello (rg) 9,1 km sur les trois communes de Corte, Venaco et Vivario, avec 3 affluents :
  - le ruisseau d'Ondella (rd) 1,6 km sur la seule commune de Venaco.
  - le ruisseau de Petra Rotta (rg) 1,3 km sur la seule commune de Venaco.
  - le ruisseau de Querceto (rg) 3,3 km sur la seule commune de Venaco.
- le ruisseau de Forcaticcio (rd), 6,4 km sur les deux communes de Muracciole et Vivario avec un affluent :
  - le ruisseau de Larice (rd) 3 km sur la seule commune de Muracciole.
- le rio Secco (rg) 3 km sur les deux communes de Noceta et Venaco.
- le ruisseau de Chiarasola (rg) 2,5 km sur la seule commune de Venaco.
- le ruisseau de Piobico (rg) 5,2 km sur les deux communes de Noceta et Venaco avec un affluent :
  - le ruisseau de Monte Grosso (rg).
- le ruisseau de Quarcigrosso (rd) 5,5 km sur la seule commune de Noceta.
- le ruisseau de Ferletto (rg) 1,4 km sur la seule commune de Venaco.
- le ruisseau de Cardiglione (rd) 6,3 km sur les deux communes de Noceta et Rospigliani.
- le ruisseau de Bagliacone (rd) 2,4 km sur la seule commune de Noceta.

### Rang de Strahler
Donc son rang de Strahler est de trois.

## Hydrologie

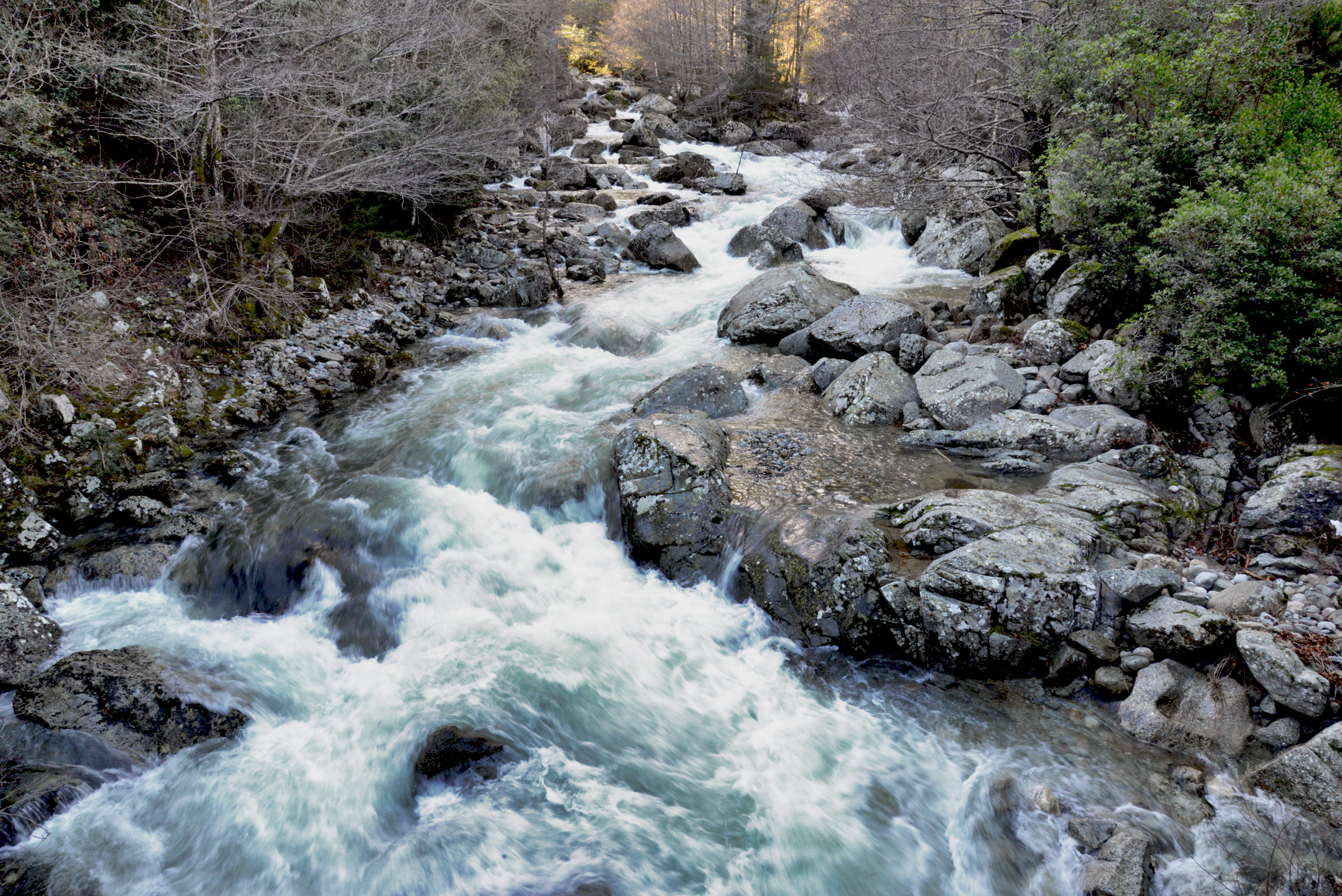
Le Vecchio en amont du pont de Mulinello (Vivario).

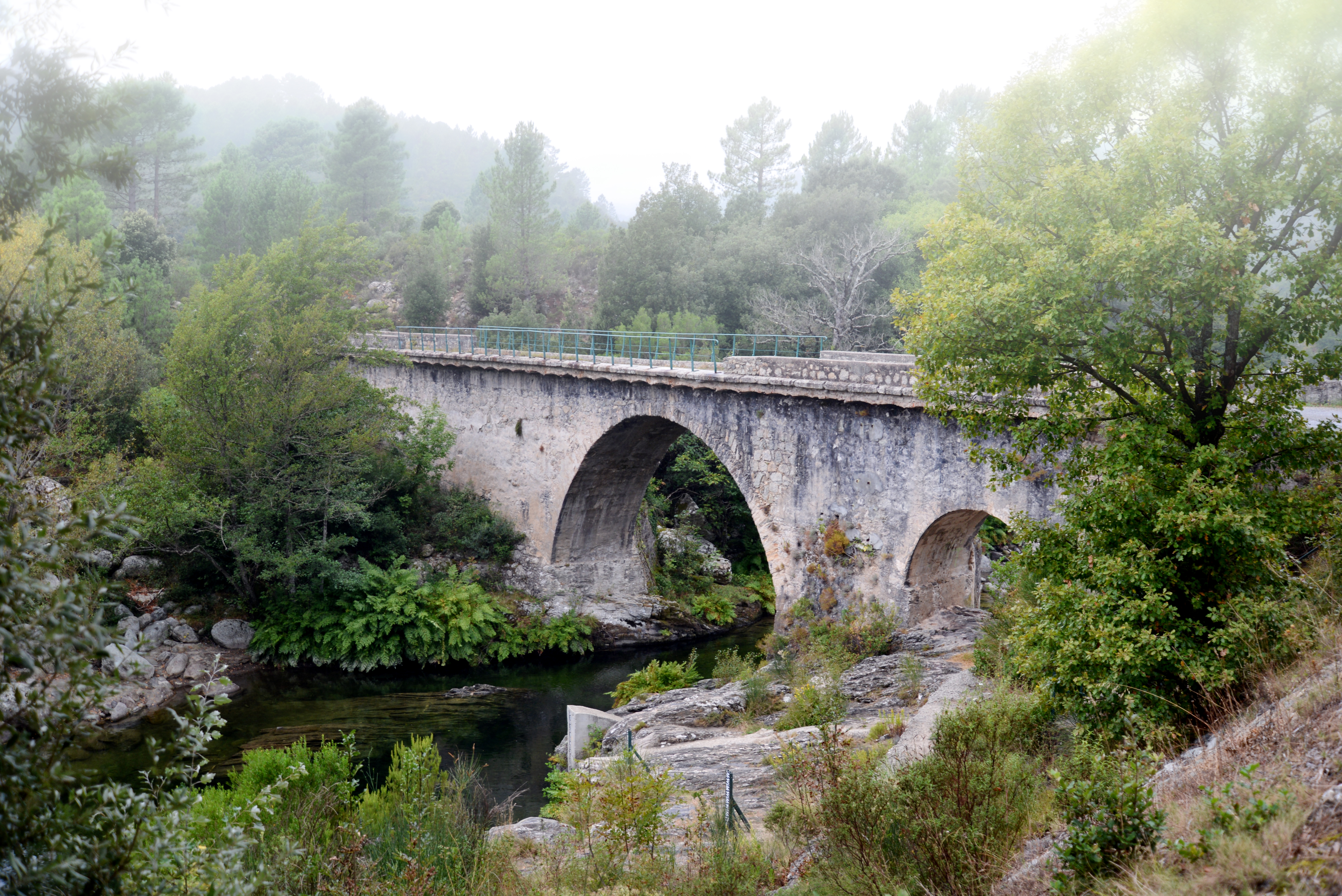
Pont de Noceta sur le Vecchio - vue aval.

Le Vecchio est une rivière fort abondante, mais très irrégulière, comme bien des cours d'eau méditerranéens.

### Le Vecchio à Venaco
Son débit a été observé durant une période de 49 ans (1959-2007), au pont de Noceta, « à cheval » sur Noceta et Venaco, localité du département de la Haute-Corse située au niveau de son confluent avec le Tavignano. Le bassin versant de la rivière y est de 147 km2.
Le module de la rivière à Venaco est de 4,73 m3/s.
Le Vecchio présente des fluctuations saisonnières de débit bien marquées. Les hautes eaux se déroulent de la fin de l'automne à la fin du printemps et se caractérisent par des débits mensuels moyens allant de 6,03 à 7,59 m3/s, de novembre à mai inclus (avec un maximum en avril). En juin le débit moyen plonge fortement, ce qui mène droit aux basses eaux d'été, qui ont lieu de juillet à septembre et s'accompagnent d'une baisse du débit moyen mensuel allant jusqu'à 0,61 m3/s au mois d'août. Mais les fluctuations de débit peuvent être bien plus prononcées sur de plus courtes périodes ou selon les années.

### Étiage ou basses eaux
À l'étiage, le VCN3 peut chuter jusque 0,160 m3/s, en cas de période quinquennale sèche, soit 160 litres par seconde, ce qui n'est pas excessivement sévère.

### Crues
Les crues peuvent être extrêmement importantes mais relatives, au vues de la taille modeste de la rivière et de son bassin versant. Les QIX 2 et QIX 5 valent respectivement 180 et 270 m3/s. Le QIX 10 est de 330 m3/s, le QIX 20 de 390 m3/s, tandis que le QIX 50 se monte à pas moins de 460 m3/s.
Pour se faire une idée de l'importance de ces débits, on peut les comparer à ceux d'un affluent de la Seine à l'ouest de Paris, l'Eure (à Louviers), qui roule en moyenne 26,2 m3/s sur un territoire de 5 935 km2. Le QIX 10 de l'Eure en fin de parcours vaut 96 m3/s (contre 330 pour le Vecchio) et son QIX 50 se monte à 130 m3/s (contre 460 pour le Vecchio). Ainsi malgré un bassin plus ou moins quarante fois moins étendu et un débit moyen cinq fois moindre, le volume des crues du Vecchio est plus de trois fois supérieur au volume de celles de l'Eure.
Le débit instantané maximal enregistré à Venaco durant cette période, a été de 731 m3/s le 25 octobre 1976, tandis que la valeur journalière maximale était de 220 m3/s le 18 février 1972. En comparant la première de ces valeurs à l'échelle des QIX de la rivière, il apparaît que cette crue était largement supérieure à la crue cinquantennale définie par le QIX 50, et donc tout à fait exceptionnelle.

### Lame d'eau et débit spécifique
Au total, le Vecchio est une rivière extrêmement abondante, puissamment alimentée par les fortes précipitations de son petit bassin. La lame d'eau écoulée dans ce dernier est de 1 018 millimètres annuellement, plus de trois fois la moyenne française tous bassins confondus. Le débit spécifique de la rivière (ou Qsp) atteint le chiffre très élevé de 32,2 litres par seconde et par kilomètre carré de bassin, un record en Corse.

## Ouvrages sur le Vecchio

### Viaduc sur le Vecchio
Le viaduc ferroviaire sur le Vecchio, appelé à tort "Pont Eiffel" du nom de l'entreprise  Gustave Alexandre Eiffel, a été construit en réalité par la "Société de Construction de Levallois-Perret" de 1890 à 1893, succédant aux Ateliers Eiffel, après la retraite de Gustave Eiffel, pour porter la voie ferrée de la ligne Ajaccio-Bastia franchissant la vallée du Vecchio. Le tablier métallique préfabriqué fut construit 
en usine par tronçons, transporté et assemblé sur place. Les deux accès Nord et Sud et les deux piles ont été construits en maçonnerie de moellons par l'entreprise Vignolle. L'ouvrage mesure 170,96 m de long et 84 m au dessus de la rivière. Ses deux piles situées en travées sur le côté Est du vieux pont routier reposent sur des fondations dans le lit de la rivière.
Il double ce vieux pont routier déclassé servant aux piétons et cyclistes, dont l'accès est réduit à une seule voie, construit de 1826 à 1827 pour le franchissement de la RN 193 devenue RT 20. Il est partagé entre les communes de Venaco et Vivario.
Le Pont sur le Vecchio est classé au titre des Monuments historiques.
Des travaux de régénération et d'entretien du tablier métallique ont été entrepris d'octobre 2018 à mars 2019 avec remplacements des augets, des garde-corps de la passerelle piétonne d'entretien située sous la voie ferrée et un certain nombre de rivets dégradés, puis traitement contre la rouille et mise en peinture de tous les éléments métalliques.

### Autres ponts
- Ponts de la RT 20 :
  - l'ancien pont routier de l'ex-RN 193, situé à 5 km de Venaco et à 3 km de Vivario avait été construit de 1826 à 1827 pour franchir les gorges du Vecchio. En 1960 la chaussée de ce pont fut élargie en encorbellement pour permettre la circulation à double sens ; mais fragilisé par un trafic routier important, et des croisements de circulation dangereux, il a été remplacé par un nouveau pont côté Est qui fut ouvert à la circulation le 14 juin 1999. L'ancien pont ne sert pratiquement plus ; sauf aux piétons, deux roues et stationnements pour les visites. Par son tracé, la route y conduisant des deux côtés de la rivière a été réduite à une voie unique.
  - le nouveau pont routier de la RN 193, en aval du précédent, appelé pont Baggioni du nom du président de l'éxécutif de la Collectivité territoriale de Corse qui l'inaugura le 26 juillet 1999. La première pierre a été posée le 20 novembre 1996. Le 14 juin 1999, le pont est ouvert à la circulation. L'ouvrage d'art a une longueur de 222 mètres. Il est supporté par deux piles en béton armé de 2,30 m d'épaisseur, de 6,2 m de largeur et de 10 m de hauteur.
- Pont de Noceta sur la route D 43, en maçonnerie, à 5 km en contrebas du village. Il enjambe le Vecchio qui, dans cette partie de son cours, offre de vastes « piscines naturelles » pour la baignade. Il est fréquenté en période estivale par la population résidente et par les estivants.
- Pont d'Ajiunta sur la RT 50. Situé à proximité de la confluence du Vecchio avec le Tavignano, « à cheval » sur les communes de Noceta et Venaco, il a été construit en 2011-2012 pour remplacer l'ancien pont à voie unique.
- Pont de Mulinello sur la commune de Vivario sur la D 23 menant au hameau de Canaglia.
- Pont de la piste forestière dans la forêt de Vizzavona, sur le tracé du sentier archéologique menant à l'Abri Southwell.

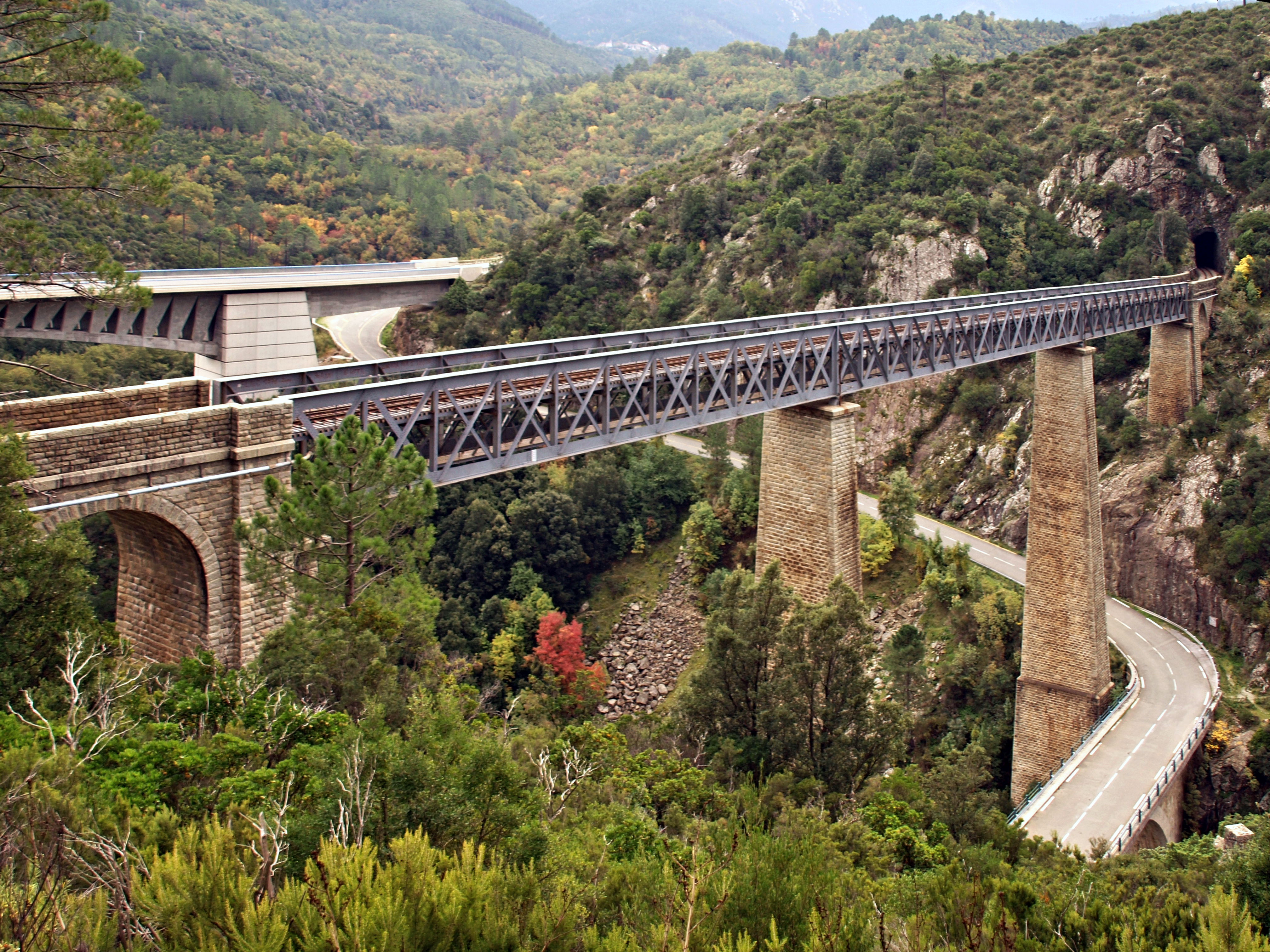
Les 3 Ponts (vue en amont) (1).
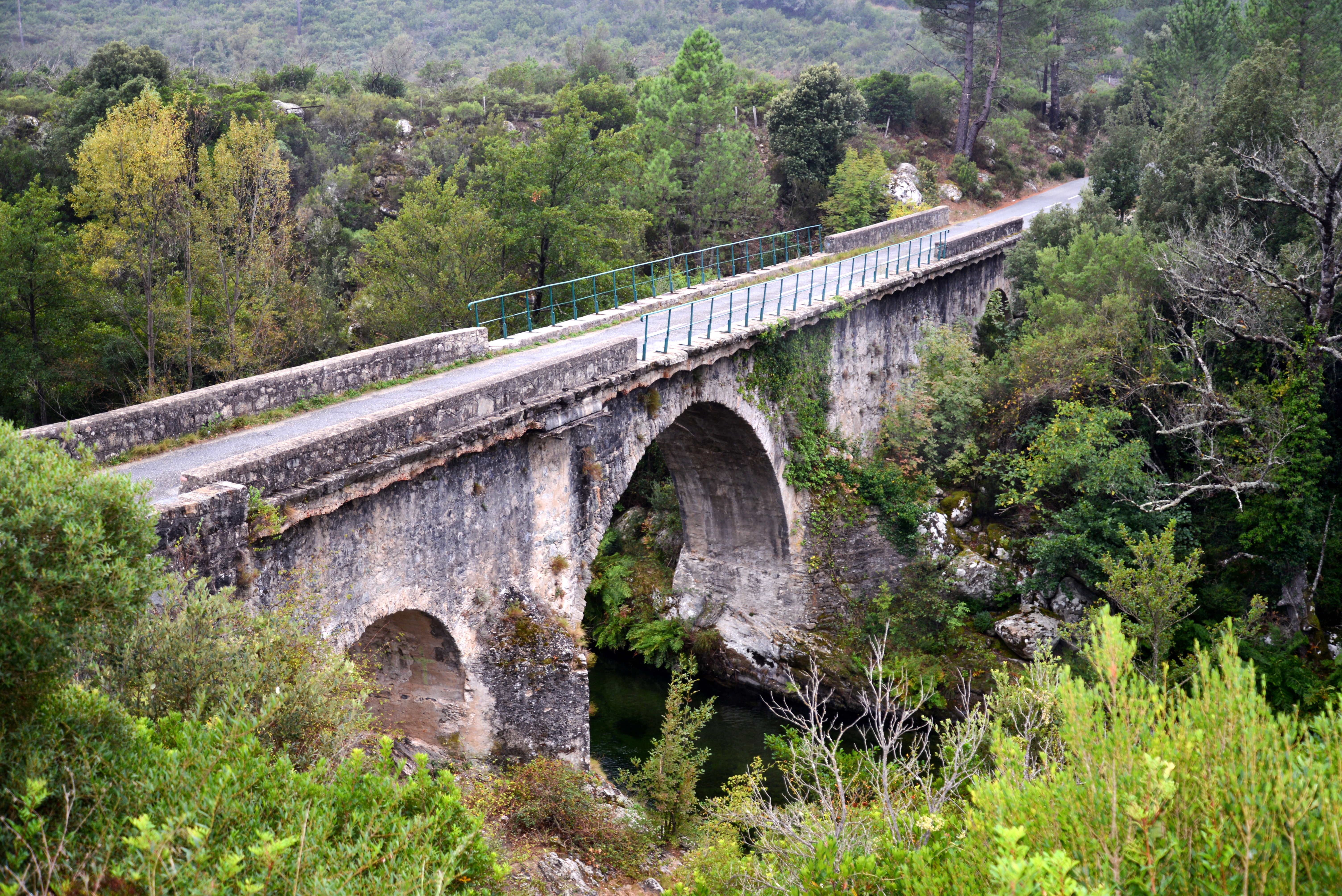
Pont de Noceta (vue en amont) (2).
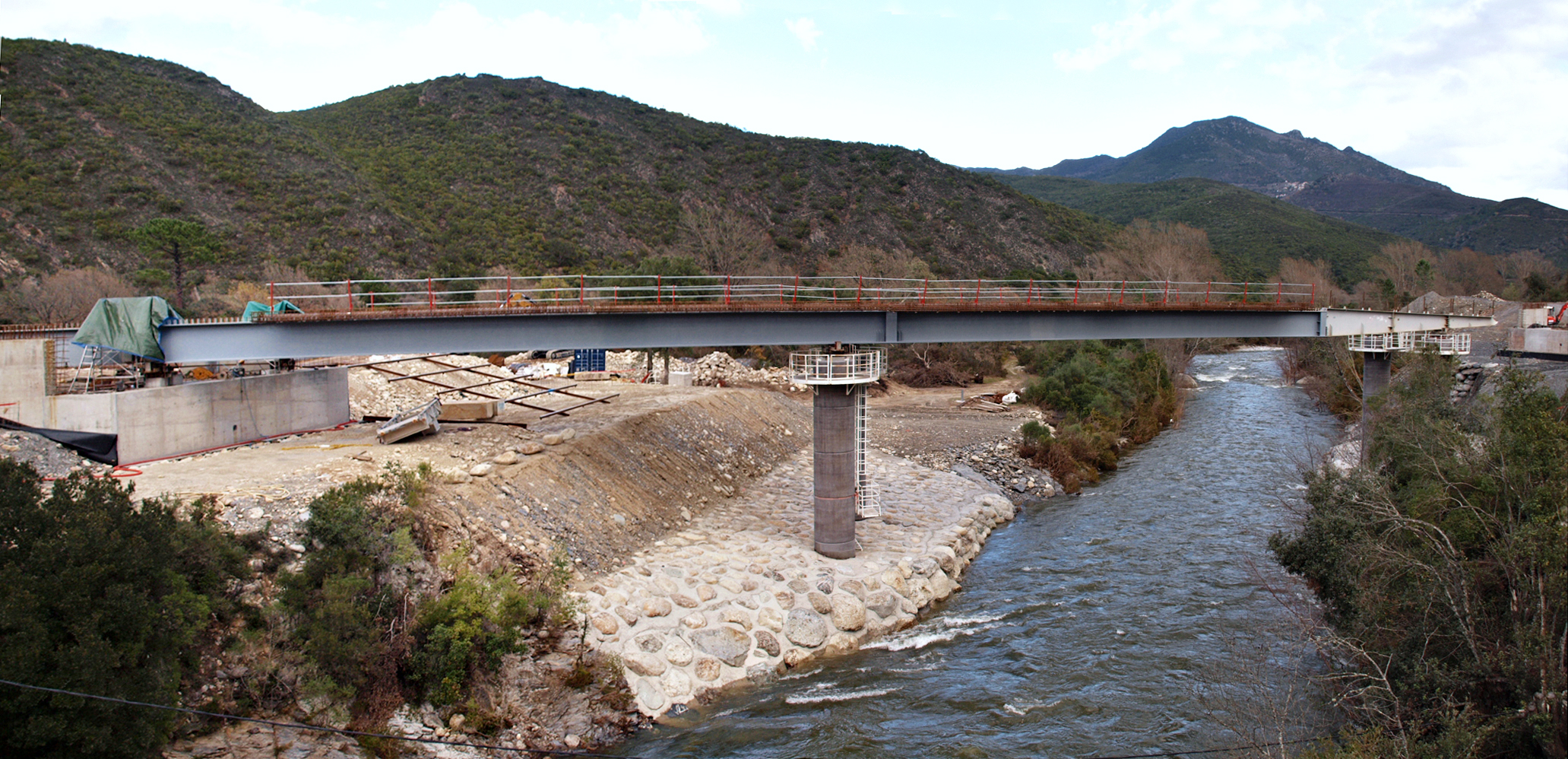
Nouveau pont d'Ajiunta (2011) de la RT 50 (3).
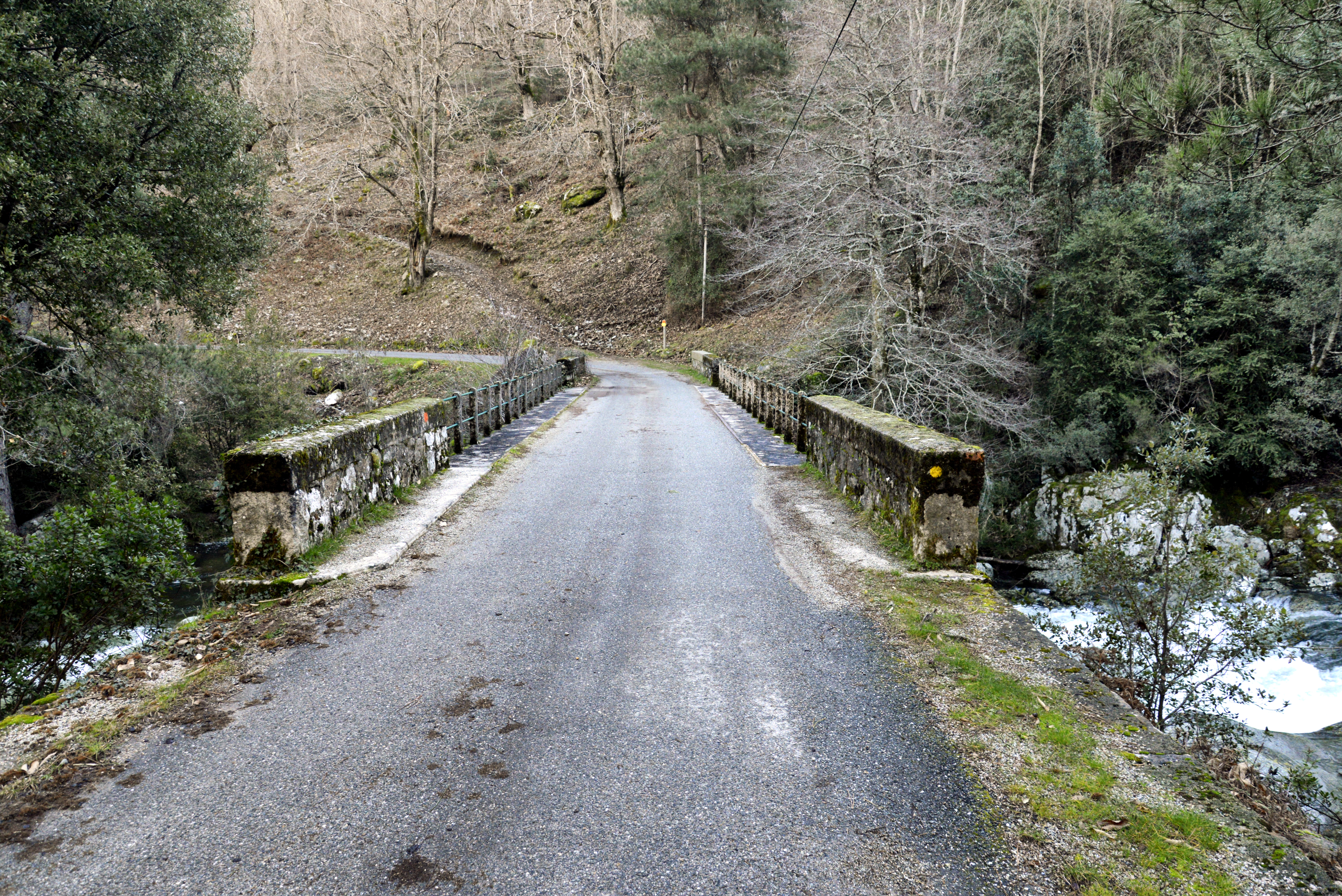
Pont de Mulinello (4).
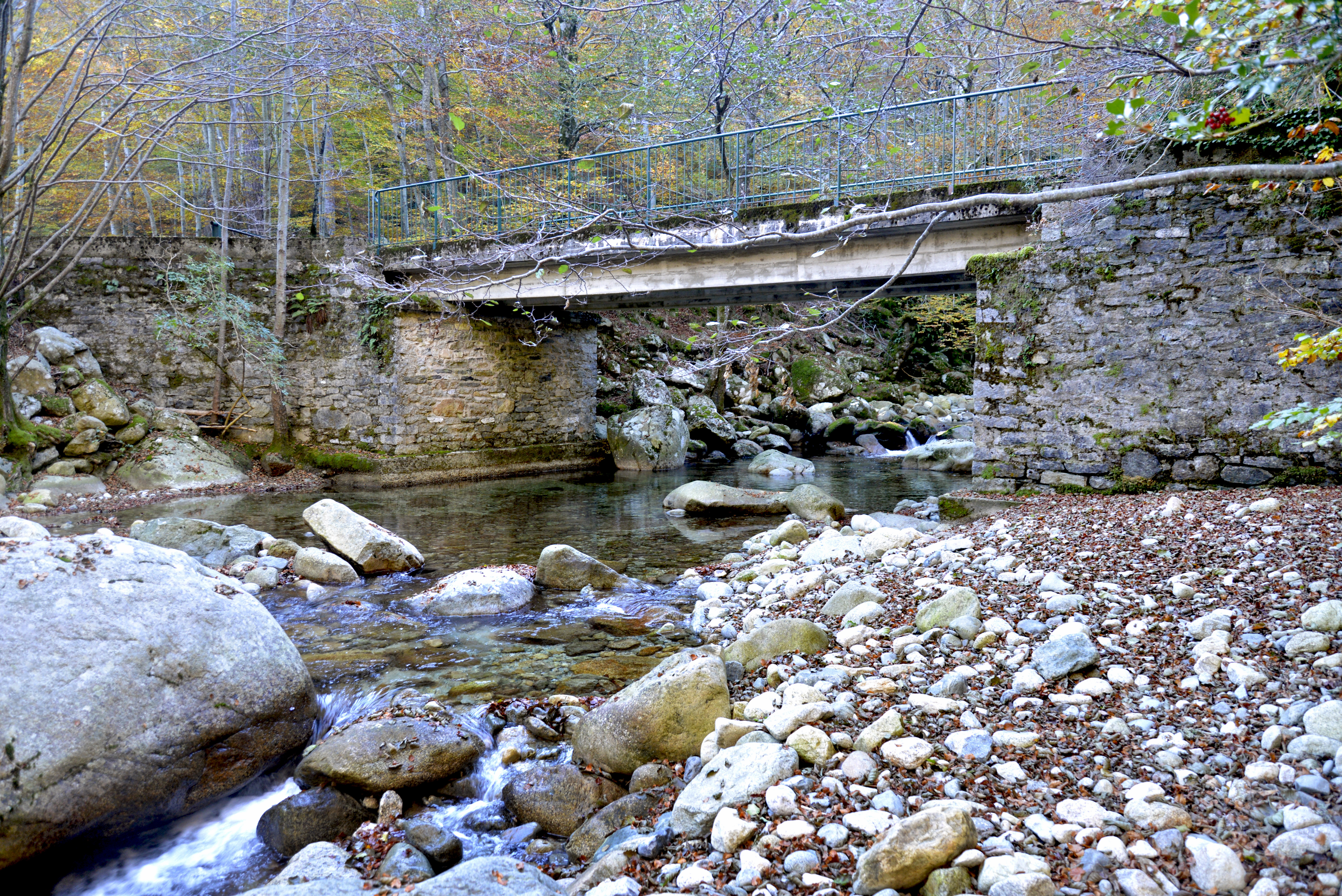
Pont dans la forêt de Vizzavona (5).